# Đế quốc Ashanti
Đế quốc Asante (Asante Twi: Asanteman) là một đế chế và vương quốc Akan từ năm 1701 đến năm 1957, ở khu vực ngày nay là Ghana. Nó mở rộng từ Ashanti để bao gồm Khu vực Brong-Ahafo, Khu vực Trung tâm, Khu vực phía Đông và Khu vực phía Tây của Ghana ngày nay. Do sức mạnh quân sự, sự giàu có, kiến trúc, hệ thống cấp bậc và văn hóa phức tạp của đế chế này, Vương quốc Ashanti đã được nghiên cứu sâu rộng và có nhiều sách được các tác giả châu Âu, chủ yếu là người Anh viết về nó, hơn bất kỳ nền văn hóa bản địa nào khác của châu Phi cận Sahara.
Bắt đầu từ cuối thế kỷ 17, vua Ashanti Osei Tutu (k. 1695 – 1717) và cố vấn của ông là Okomfo Anokye thành lập Vương quốc Ashanti, với Chiếc ghế vàng của Asante là biểu tượng thống nhất duy nhất.  Osei Tutu giám sát việc mở rộng lãnh thổ Ashanti khổng lồ, xây dựng quân đội bằng cách giới thiệu tổ chức mới và biến một đội quân hoàng gia và bán quân sự có kỷ luật thành một cỗ máy chiến đấu hiệu quả. Năm 1701, quân đội Ashanti chinh phục Denkyira, cho phép người Ashanti tiếp cận Vịnh Guinea và giao thương ven biển Đại Tây Dương với người châu Âu, đặc biệt là người Hà Lan.
Đế quốc Ashanti đã có một số cuộc chiến tranh với các vương quốc láng giềng và các bộ lạc có tổ chức kém hơn như Fante. Người Ashanti đã đánh bại các cuộc xâm lược của Đế quốc Anh trong hai trong số bốn cuộc Chiến tranh Anglo-Ashanti đầu tiên, giết và giữ hộp sọ của tướng quân đội Anh là Sir Charles MacCarthy làm cốc uống nước viền vàng vào năm 1824. Do những cải tiến của Anh trong công nghệ vũ khí, họ đã đốt cháy và cướp bóc thủ đô Kumasi và với thất bại cuối cùng trong Chiến tranh Anh-Ashanti lần thứ năm, đế chế Ashanti trở thành một phần của thuộc địa Gold Coast vào ngày 1 tháng 1 năm 1902.
Ngày nay, Vương quốc Ashanti tồn tại với tư cách là một quốc gia truyền thống tiểu quốc được bảo vệ theo hiến pháp  nằm bên trong Cộng hòa Ghana. Vị vua hiện tại của Vương quốc Ashanti là Otumfuo Osei Tutu II Asantehene. Vương quốc Ashanti là nơi có Hồ Bosumtwi, hồ tự nhiên duy nhất của Ghana. Doanh thu kinh tế hiện tại của tiểu vương quốc này chủ yếu đến từ hoạt động kinh doanh vàng miếng, ca cao, hạt kola và nông nghiệp.